# 2017 로드 FC 대회
2017 로드 FC 대회는 대한민국의 종합격투기단체  로드 FC의 2017년도 대회에 관하여 다루고 있다. 2017년은 로드 FC의 출범 7년째가 되는 해였다. 총 10개의 대회가 개최되었으며 로드 FC 036 대회로 시작해 Road FC 045 XX 대회로 끝이 났다.

## 이벤트 목록
| #  | 대회명                         | 메인이벤트                     | 날짜             | 경기장                    | 장소          |
| -- | ------------------------------ | ------------------------------ | ---------------- | ------------------------- | ------------- |
| 10 | Road FC 045 XX                 | 함서희 vs. 진 유 프레이        | 2017년 12월 23일 | 그랜드힐튼서울 컨벤션센터 | 서울특별시    |
| 9  | Road FC 044                    | 아오르꺼러 vs. 후지타 가즈유키 | 2017년 11월 11일 | 허베이체육관              | 스자좡        |
| 8  | Road FC 043                    | 최영 vs. 김훈                  | 2017년 10월 28일 | 장충체육관                | 서울특별시    |
| 7  | Road FC 042 x 충주세계무술축제 | 아오르꺼러 vs. 마스다 유스케   | 2017년 9월 23일  | 충주세계무술공원          | 충청북도 충주 |
| 6  | Road FC 041                    | 명현만 vs. 크리스 바넷         | 2017년 8월 12일  | 원주종합체육관            | 강원도 원주   |
| 5  | Road FC 040                    | 마이티 모 vs. 강동국           | 2017년 7월 15일  | 장충체육관                | 서울특별시    |
| 4  | Road FC 039                    | 함서희 vs. 구로베 미나         | 2017년 6월 10일  | 장충체육관                | 서울특별시    |
| 3  | Road FC 038                    | 김수철 vs. 김민우              | 2017년 4월 15일  | 장충체육관                | 서울특별시    |
| 2  | Road FC 037 XX                 | 강진희 vs. 라이카 에미코       | 2017년 3월 11일  | 그랜드힐튼서울 컨벤션센터 | 서울특별시    |
| 1  | Road FC 036                    | 후쿠다 리키 vs 김내철          | 2017년 2월 11일  | 장충체육관                | 서울특별시    |

## Road FC 045 XX
샤오미 로드 FC 045 XX(또는 로드 FC 045 x 로드 FC XX)는 대한민국의 종합격투기 단체 로드 FC가 2017년 12월 23일 서울 그랜드힐튼서울 컨벤션센터에서 개최한 대회이다. 대한민국 최초로 론칭된 여자부 리그 로드 FC XX(더블엑스)의 두 번째 대회가 로드 FC 정규 넘버시리즈 045 대회 이후에 메인카드로서 진행되었다.

### 대진 카드
1. ↑  로드 FC 여성부 아톰급 챔피언십

### 라운드 걸
- 최슬기, 임지우, 이은혜

## Road FC 044
샤오미 로드 FC 044는 대한민국의 종합격투기 단체 로드 FC가 2017년 11월 11일 중국 스자좡 허베이체육관에서 개최한 대회이다.

### 배경
무제한급 매치, '아오르꺼러 vs. 후지타 가즈유키'가 메인이벤트로 선택되었다. 이 매치는 떠오르는 중국 헤비급 신성과 프라이드 헤비급 출신의 일본 백전노장 파이터의 대결이었다. 두 선수는 로드FC 043 대회 때 케이지 주변에서 처음으로 대면하며 악수와 함께 명승부를 약속했지만, 본 대회 하루 전 행해진 계체량 현장에서 전투 모드로 들어가 치열한 신경전을 펼쳤다.
한편 본 대회에서는 로드 FC 100만불 라이트급 토너먼트 8강전 4매치가 메인카드에서 진행되었다.

### 대진 카드
1. ↑  로드 FC 100만불 라이트급 토너먼트 8강전
2. ↑  로드 FC 100만불 라이트급 토너먼트 8강전
3. ↑  로드 FC 100만불 라이트급 토너먼트 8강전
4. ↑  로드 FC 100만불 라이트급 토너먼트 8강전

### 라운드 걸
- 최슬기, 임지우, 이은혜

## Road FC 043
샤오미 로드 FC 043는 대한민국의 종합격투기 단체 로드 FC가 2017년 10월 28일 대한민국 서울특별시 장충체육관에서 개최한 대회이다.

### 배경
잠정 로드 FC 미들급 챔피언십, "최영 vs. 김훈"이 메인이벤트로 선택됐다. 이 대결은 4대 로드 FC 미들급 챔피언에 오른 차정환이 최영을 상대로 1차 방어전에 성공한 뒤 판정 논란으로 최영과의 재대결이 결정된 상황에서 왼쪽 어깨 부상을 당해 2차 방어전이 장기간 미뤄지면서 이뤄졌다. 계체량을 통과하지 못한 김훈은 라운드 당 10점씩 감점을 받은 상태로 케이지에 올랐다.
코메인 이벤트는 페더급 매치 '이길우 vs. 아사쿠라 미쿠루'가 선택됐다. 이길우는 전 2대 로드 FC 밴텀급 챔피언에 올랐었지만 이윤준을 상대로 1차 방어에 실패한 뒤 선천성 기도 협착증으로 인해 공백기를 가지다가 다시 운동을 할 수 있다는 의사의 진단에 따라 약 3년 만에 케이지에 올랐다. 아사쿠라 미쿠루는 지난 로드 FC 데뷔전에서 오두석을 상대로 손쉽게 1라운드 KO 승을 거두며 이번 대전의 기회를 얻었다.
영건스에서 펼쳐진 유일한 여성부 스트로급 매치 '홍윤하 vs. 심유리'는 대회 2주전 홍윤하의 원래 상대였던 전슬기가 갑작스런 건강 악화로 출전이 불발되어 자칫 경기가 취소될 뻔 한 상황에서 심유리가 대체 선수로서 투입되면서 이뤄졌다. 심유리는 로드 FC 센트럴리그에서 홍윤하를 상대로 한차례 패배한 이력을 갖고 있어, 본 대결이 복수전이었다.
한편 본 대회에서는 100만불 라이트급 토너먼트 리저브 파이트 1매치, "김승연 vs. 알렉산더 메레츠코"가 메인카드에서 치러졌다.

### 대진 카드
1. ↑  잠정 로드 FC 미들급 챔피언십
2. ↑  로드 FC 100만불 라이트급 토너먼트 리저브 파이트

### 라운드 걸
- 최슬기, 임지우, 이은혜

## Road FC 042 x 충주세계무술축제
샤오미 로드 FC 042 x 충주세계무술축제는 대한민국의 종합격투기 단체 로드 FC가 2017년 9월 23일 충청북도 충주 충주세계무술공원에서 개최한 대회이다.

### 라운드 걸
- 최슬기, 임지우, 이은혜

## Road FC 041
샤오미 로드 FC 041은 대한민국의 종합격투기 단체 로드 FC가 2017년 8월 12일 강원도 원주 원주종합체육관에서 개최한 대회이다.

### 대진 카드
1. ↑  로드 FC 100만불 라이트급 토너먼트 리저브 파이트

### 라운드 걸
- 최슬기, 임지우, 이은혜

## Road FC 040
샤오미 로드 FC 040은 대한민국의 종합격투기 단체 로드 FC가 2017년 7월 15일 서울 장충체육관에서 개최한 대회이다.

### 배경
로드 FC 무제한급 챔피언십, '마이티 모 vs. 강동국'이 메인이벤트로 선택됐다. 마이티 모는 무제한급 8강 토너먼트에서 최무배, 명현만을 차례로 눕히며 결승에 진출, 결승에서 최홍만까지 제압하며 초대 로드 FC 무제한급 챔피언에 등극했고, 이후 카를로스 도요타와 가진 1차 방어전에서도 손쉽게 승리, 본 대회에서 대한민국의 강동국을 상대로 2차 방어전을 치렀다. 강동국은 레슬링 국가대표 출신으로, UFC 출신의 제프 몬슨을 상대로 로드 FC 데뷔전을 치렀었다.
한편 본 대회에서는 로드 FC 100만불 라이트급 토너먼트 본선 16강전 8매치가 메인이벤트에서 진행됐다. 인터내셔널 지역 예선 B조 경기에서 톰 산토스에게 1라운드 KO 패 하며 본선 16강전 진출에 실패한 남의철은 톰 산토스의 본선 16강전 상대가 부상으로 하차하게 되자, 대체 선수로서 시드 배정을 받으며 본선 16강전에 다시 합류하는 기회를 얻었다.

### 대진 카드
1. ↑  로드 FC 무제한급 챔피언십
2. ↑  로드 FC 100만불 라이트급 토너먼트 본선 16강전
3. ↑  로드 FC 100만불 라이트급 토너먼트 본선 16강전
4. ↑  로드 FC 100만불 라이트급 토너먼트 본선 16강전
5. ↑  로드 FC 100만불 라이트급 토너먼트 본선 16강전
6. ↑  로드 FC 100만불 라이트급 토너먼트 본선 16강전
7. ↑  로드 FC 100만불 라이트급 토너먼트 본선 16강전
8. ↑  로드 FC 100만불 라이트급 토너먼트 본선 16강전
9. ↑  로드 FC 100만불 라이트급 토너먼트 본선 16강전
10. ↑  로드 FC 100만불 라이트급 토너먼트 리저브 파이트
11. ↑  로드 FC 100만불 라이트급 토너먼트 리저브 파이트
12. ↑  로드 FC 100만불 라이트급 토너먼트 리저브 파이트

### 라운드 걸
- 최슬기, 임지우, 이은혜

## Road FC 039
샤오미 로드 FC 039은 대한민국의 종합격투기 단체 로드 FC가 2017년 6월 10일 서울 장충체육관에서 개최한 대회이다.

### 배경
로드 FC 여성부 아톰급 챔피언십, '함서희 vs. 구로베 미나'가 메인이벤트로 선택됐다. UFC에서는 아톰급이 없는 관계로 한 체급 위인 스트로급에서 싸워온 함서희는 로드 FC로 복귀하면서 자신의 본래 체급인 아톰급으로 복귀, 딥 쥬얼스 아톰급 챔피언이자 세계 랭킹 2위에 올라있던 일본의 구로베 미나를 상대로 초대 로드 FC 여성부 아톰급 챔피언십을 펼쳤다.
한편 본 대회에서는 로드 FC 백만불 라이트급 토너먼트를 위한 인터내셔널 지역 예선 한 개의 매치와 중국 지역 최종 예선 한 개의 매치가 진행됐다.

### 대진 카드
| Main card               | Main card       | Main card | Main card     | Main card                                          | Main card | Main card | Main card |
| 체급                    |                 |           |               | 방식                                               | 라운드    | 시간      | 비고      |
| ----------------------- | --------------- | --------- | ------------- | -------------------------------------------------- | --------- | --------- | --------- |
| 여자 아톰급             | 함서희          | def       | 구로베 미나   | TKO (펀치)                                         | 3         | 4:13      | [ a ]     |
| 무제한급                | 명현만          | vs.       | 아오르꺼러    | NC (비고의성 로블로 반칙에 의한 아오르꺼러의 부상) | 1         | 0:09      |           |
| 여자 무제한급           | 히라노 요시코   | def.      | 천선유        | 서브미션 (기무라)                                  | 1         | 4:49      |           |
| 플라이급                | 문제훈          | def.      | 아사쿠라 가이 | KO (펀치)                                          | 3         | 3:28      |           |
| 라이트급                | 라파엘 피지에프 | def.      | 김승연        | KO (니킥 & 편치)                                   | 1         | 4:24      | [ b ]     |
| 무제한급                | 심건오          | vs.       | 김창희        | NC (심건오의 턱 부상)                              | 1         | 0:25      |           |
| Prelim (Young Guns 034) |                 |           |               |                                                    |           |           |           |
| 체급                    |                 |           |               | 방식                                               | 라운드    | 시간      | 비고      |
| -80 kg 계약             | 라인재          | def.      | 차인호        | 판정 (3-0)                                         | 2         | 5:00      |           |
| 페더급                  | 김세영          | def.      | 이정영        | 판정 (3-0)                                         | 2         | 5:00      |           |
| 라이트급                | 바오인창        | def.      | 왕밍우        | 서브미션 (리어네이키드 초크)                       | 1         | 1:41      | [ c ]     |
| 여자 아톰급             | 홍윤하          | def.      | 아라이 미카   | 판정 (3-0)                                         | 2         | 5:00      |           |
| 밴텀급                  | 김영근          | def.      | 김우빈        | 서브미션 (암바)                                    | 1         | 3:18      |           |
| 라이트급                | 임병하          | def.      | 김요한        | 판정 (2-1)                                         | 2         | 5:00      |           |
| 웰터급                  | 스튜어트 구치   | def       | 이진규        | 판정 (2-1)                                         | 2         | 5:00      |           |

1. ↑  초대 로드 FC 여성부 아톰급 챔피언십
2. ↑  로드 FC 100만불 라이트급 토너먼트 인터내셔널 지역 예선
3. ↑  로드 FC 100만불 라이트급 토너먼트 중국 지역 최종 예선

### 라운드 걸
- 최슬기, 임지우, 이은혜

## Road FC 038
샤오미 로드 FC 038은 대한민국의 종합격투기 단체 로드 FC가 2017년 4월 15일 서울 장충체육관에서 개최한 대회이다.

### 배경
로드 FC 밴텀급 챔피언십, '김수철 vs. 김민우'가 메인이벤트로 선택되었다. 본 대결은 3대 로드 FC 밴텀급 챔피언이었던 이윤준이 건강상의 이유로 챔피언 타이틀을 반납, 밴텀급 챔피언 자리가 공석이 되면서 이루어 진 것이었다. 원래 2016년 12월 두 선수의 챔피언십이 이미 치러질 예정이었으나 김민우의 치질 수술로 인해 취소된 바 있다.
한편 본 대회에서는 백만불 라이트급 토너먼트를 위한 인터내셔널 지역 예선 B조 세 개의 매치와 중국 지역 최종 예선 한 개의 매치가 진행되었다.

### 대진 카드
| Main card               | Main card           | Main card | Main card       | Main card                    | Main card | Main card | Main card |
| 체급                    |                     |           |                 | 방식                         | 라운드    | 시간      | 비고      |
| ----------------------- | ------------------- | --------- | --------------- | ---------------------------- | --------- | --------- | --------- |
| 밴텀급                  | 김수철              | def.      | 김민우          | 판정 (3-0)                   | 3         | 5:00      | [ a ]     |
| 무제한급                | 명현만              | def.      | 크리스 바넷     | TKO (닥터 스톱)              | 1         | 2:17      |           |
| 라이트급                | 톰 산토스           | def.      | 남의철          | TKO (펀치 연타)              | 2         | 3:12      | [ b ]     |
| 라이트급                | 난딘에르덴          | def.      | 브루노 미란다   | TKO (펀치)                   | 1         | 0:55      | [ c ]     |
| 라이트급                | 만수르 바르나위     | def.      | 기원빈          | 서브미션 (리어네이키드 초크) | 1         | 4:46      | [ d ]     |
| 미들급                  | 김대성              | def.      | 구와바라 기요시 | TKO (펀치)                   | 1         | 2:33      |           |
| Prelim (Young Guns 033) |                     |           |                 |                              |           |           |           |
| 체급                    |                     |           |                 | 방식                         | 라운드    | 시간      | 비고      |
| 밴텀급                  | 장대영              | def.      | 박형근          | 판정 (2-1)                   | 2         | 5:00      |           |
| 라이트급                | 구겐쿠 아마르투브신 | def.      | 샹리앤루        | TKO (그라운드 & 파운드)      | 1         | 0:40      | [ e ]     |
| 플라이급                | 정원희              | def.      | 유재남          | TKO (펀치)                   | 1         | 2:54      |           |
| 라이트급                | 조경의              | def.      | 최종찬          | 판정 (3-0)                   | 2         | 5:00      |           |
| 라이트급                | 신동국              | def.      | 임병하          | TKO (니킥 & 펀치)            | 1         | 0:53      |           |
| 밴텀급                  | 홍성빈              | def.      | 이윤진          | TKO (팔 부상)                | 1         | 1:57      |           |

1. ↑  공석의 로드 FC 밴텀급 챔피언십
2. ↑  로드 FC 100만불 라이트급 토너먼트 인터내셔널 지역 예선 B조
3. ↑  로드 FC 100만불 라이트급 토너먼트 인터내셔널 지역 예선 B조
4. ↑  로드 FC 100만불 라이트급 토너먼트 인터내셔널 지역 예선 B조
5. ↑  로드 FC 100만불 라이트급 토너먼트 중국 지역 최종 예선

### 라운드 걸
- 최슬기, 임지우, 이은혜

## Road FC 037 XX
샤오미 로드 FC 037 XX (또는 로드 FC 037 x 로드 FC XX)는 대한민국의 종합격투기 단체 로드 FC가 2017년 3월 11일 서울 그랜드힐튼서울 컨벤션센터에서 개최한 대회이다. 본 대회에서는 대한민국 최초로 론칭된 여자부 리그 로드 FC XX(더블엑스)의 첫 번째 대회가 정규 넘버시리즈 로드 FC 037 대회 이후에 메인카드로서 진행되었다. 3월 2일 열린 본 대회의 미디어데이 행사에서는 UFC에서 활동하던 함서희가 로드 FC로 다시 리턴, 정식 계약을 맺었다.

### 배경
로드 FC XX 첫 번째 대회의 메인이벤트는 플라이급 매치로, “여자 권아솔”로 불리는 강진희와 “일본 복싱 챔피언” 라이카 에미코의 대결이 선택되었다. 두 선수는 전날 진행된  공식 계체량 행사에서 몸싸움까지 하며 긴장감을 고조시켰다. 코메인이벤트는 “여고생 파이터” 이예지와 그녀의 데뷔전 상대였던 “일본 격투여왕” 시나시 사토코의 리벤지 대결이 선택되었다. 이예지는 시나시 사토코와의 첫 맞대결에서 패배했지만, 명승부를 보여줘 많은 팬들에게 호응을 이끌어 낸 바 있다. “꼬마 늑대” 박정은의 상대로는 당초 필리핀의 샤마 디바이아가 예정되어 있었으나 부상으로 출전이 어려워져 센트럴리그와 어택리그에서 경험을 쌓던 “고등학교 2학년의 신예” 박나영이 대타로 급히 결정되었다.

### 라운드 걸
- 임지우, 이은혜

## Road FC 036
샤오미 로드 FC 036 또는 로드 FC 036 x 로드 FC XX는 대한민국의 종합격투기 단체 로드 FC가 2017년 2월 11일 서울 장충체육관에서 개최한 대회이다.

### 대진 카드
1. ↑  로드 FC 미들급 타이틀 도전자 결정전
2. ↑  로드 FC 100만불 라이트급 토너먼트 인터내셔널 지역 예선 A조
3. ↑  로드 FC 100만불 라이트급 토너먼트 인터내셔널 지역 예선 A조
4. ↑  로드 FC 100만불 라이트급 토너먼트 인터내셔널 지역 예선 A조
5. ↑  로드 FC 100만불 라이트급 토너먼트 인터내셔널 지역 예선 A조
6. ↑  로드 FC 100만불 라이트급 토너먼트 인터내셔널 지역 예선 A조
7. ↑  로드 FC 100만불 라이트급 토너먼트 인터내셔널 지역 예선 A조
8. ↑  로드 FC 100만불 라이트급 토너먼트 인터내셔널 지역 예선 A조
9. ↑  로드 FC 100만불 라이트급 토너먼트 리저브
10. ↑  로드 FC 100만불 라이트급 토너먼트 리저브

### 라운드 걸
- 임지우, 이은혜

## 같이 보기
- 로드 FC 챔피언 목록
- 로드 FC 대회 목록
- 현 로드 FC 선수 목록
- 로드 FC 어워즈